# Eliteserien 2005
La Eliteserien 2005, nota anche come Tippeligaen 2005 per ragioni di sponsorizzazione, fu la sessantesima edizione della Eliteserien, massima serie del campionato norvegese di calcio. Vide la vittoria finale del Vålerenga, al suo quinto titolo. Capocannoniere del torneo fu Ole Martin Årst (Tromsø), con 16 reti.

## Stagione

### Novità
Dalla Eliteserien 2004 vennero retrocessi lo Stabæk e il Sogndal, mentre dalla 1. divisjon 2004 vennero promossi l'Aalesund e lo Start.

### Formula
Le quattordici squadre partecipanti si affrontarono in un girone all'italiana con partite di andata e di ritorno, per un totale di 26 giornate. La prima classificata, vincitrice del campionato, veniva ammessa alla UEFA Champions League 2006-2007. La seconda e la terza classificata venivano ammesse alla Coppa UEFA 2006-2007, assieme al vincitore della Coppa di Norvegia. Un ulteriore posto veniva assegnato per la partecipazione alla Coppa Intertoto 2006. La dodicesima classificata disputava uno spareggio promozione/retrocessione con la terza classificata in 1. divisjon. Le ultime due classificate venivano retrocesse direttamente in 1. divisjon.

## Squadre partecipanti
| Club         | Stagione | Città        | Stagione 2004            |
| ------------ | -------- | ------------ | ------------------------ |
| Aalesund     | dettagli | Ålesund      | 2º posto in 1. divisjon  |
| Bodø/Glimt   | dettagli | Bodø         | 12º posto in Eliteserien |
| Brann        | dettagli | Bergen       | 3º posto in Eliteserien  |
| Fredrikstad  | dettagli | Fredrikstad  | 10º posto in Eliteserien |
| HamKam       | dettagli | Hamar        | 5º posto in Eliteserien  |
| Lillestrøm   | dettagli | Lillestrøm   | 7º posto in Eliteserien  |
| Lyn Oslo     | dettagli | Oslo         | 6º posto in Eliteserien  |
| Molde        | dettagli | Molde        | 11º posto in Eliteserien |
| Odd Grenland | dettagli | Skien        | 8º posto in Eliteserien  |
| Rosenborg    | dettagli | Trondheim    | Campione di Norvegia     |
| Start        | dettagli | Kristiansand | 1º posto in 1. divisjon  |
| Tromsø       | dettagli | Tromsø       | 4º posto in Eliteserien  |
| Vålerenga    | dettagli | Oslo         | 2º posto in Eliteserien  |
| Viking       | dettagli | Stavanger    | 9º posto in Eliteserien  |

## Classifica finale
|  | Pos. | Squadra      | Pt | G  | V  | N  | P  | GF | GS | DR  |
|  | ---- | ------------ | -- | -- | -- | -- | -- | -- | -- | --- |
|  | 1.   | Vålerenga    | 46 | 26 | 13 | 7  | 6  | 40 | 27 | +13 |
|  | 2.   | Start        | 45 | 26 | 13 | 6  | 7  | 47 | 35 | +12 |
|  | 3.   | Lyn Oslo     | 44 | 26 | 12 | 8  | 6  | 37 | 21 | +16 |
|  | 4.   | Lillestrøm   | 42 | 26 | 12 | 6  | 8  | 37 | 31 | +6  |
|  | 5.   | Viking       | 41 | 26 | 12 | 5  | 9  | 37 | 32 | +5  |
|  | 6.   | Brann        | 37 | 26 | 10 | 7  | 9  | 43 | 32 | +11 |
|  | 7.   | Rosenborg    | 34 | 26 | 10 | 4  | 12 | 50 | 42 | +8  |
|  | 8.   | Tromsø       | 34 | 26 | 8  | 10 | 8  | 31 | 30 | +1  |
|  | 9.   | Odd Grenland | 33 | 26 | 9  | 6  | 11 | 28 | 51 | -23 |
|  | 10.  | HamKam       | 31 | 26 | 8  | 7  | 11 | 31 | 37 | -6  |
|  | 11.  | Fredrikstad  | 31 | 26 | 8  | 7  | 11 | 35 | 44 | -9  |
|  | 12.  | Molde        | 30 | 26 | 8  | 6  | 12 | 40 | 46 | -6  |
|  | 13.  | Aalesund     | 27 | 26 | 6  | 9  | 11 | 30 | 42 | -12 |
|  | 14.  | Bodø/Glimt   | 24 | 26 | 6  | 6  | 14 | 29 | 45 | -16 |

Legenda:
      Campione di Norvegia e ammessa alla UEFA Champions League 2006-2007
      Ammessa alla Coppa UEFA 2006-2007
      Ammessa alla Coppa Intertoto 2006
 Ammessa allo spareggio promozione/retrocessione
      Retrocessa in 1. divisjon 2006
Note:
Tre punti a vittoria, uno a pareggio, zero a sconfitta.

## Risultati
|              | Vål  | Sta  | Lyn  | Lil  | Vik  | Bra  | Ros  | Tro  | Odd  | Ham  | Fre  | Mol  | Aal  | Bod  |
| ------------ | ---- | ---- | ---- | ---- | ---- | ---- | ---- | ---- | ---- | ---- | ---- | ---- | ---- | ---- |
| Vålerenga    | –––– | 1-1  | 0-1  | 0-0  | 1-2  | 2-1  | 0-2  | 1-1  | 3-0  | 2-1  | 0-0  | 3-1  | 3-1  | 3-1  |
| Start        | 3-0  | –––– | 1-1  | 3-1  | 5-2  | 3-2  | 5-2  | 1-1  | 4-0  | 2-1  | 1-3  | 1-0  | 4-5  | 2-0  |
| Lyn Oslo     | 1-1  | 1-1  | –––– | 1-0  | 2-1  | 1-0  | 3-2  | 0-1  | 1-2  | 1-0  | 1-1  | 6-1  | 0-0  | 6-0  |
| Lillestrøm   | 2-1  | 2-0  | 1-0  | –––– | 2-0  | 1-0  | 1-1  | 1-2  | 2-3  | 1-0  | 3-0  | 2-2  | 3-0  | 2-0  |
| Viking       | 0-0  | 1-1  | 0-0  | 3-1  | –––– | 0-0  | 3-2  | 3-2  | 1-0  | 1-3  | 2-1  | 2-3  | 3-0  | 2-1  |
| Brann        | 1-2  | 1-0  | 3-0  | 6-2  | 2-1  | –––– | 4-1  | 0-0  | 2-2  | 2-0  | 4-0  | 2-0  | 0-0  | 2-3  |
| Rosenborg    | 2-3  | 3-0  | 0-1  | 1-2  | 0-2  | 4-1  | –––– | 1-1  | 6-0  | 4-0  | 0-1  | 1-1  | 2-2  | 2-0  |
| Tromsø       | 0-1  | 3-1  | 0-0  | 1-1  | 1-0  | 1-1  | 1-2  | –––– | 0-1  | 1-0  | 2-0  | 2-1  | 1-1  | 2-2  |
| Odd Grenland | 2-2  | 2-0  | 0-2  | 0-2  | 1-0  | 0-0  | 0-5  | 1-1  | –––– | 2-2  | 2-1  | 2-1  | 2-1  | 2-1  |
| HamKam       | 3-1  | 0-2  | 1-0  | 2-3  | 0-0  | 1-1  | 0-3  | 3-2  | 2-1  | –––– | 1-1  | 4-1  | 2-1  | 2-0  |
| Fredrikstad  | 0-4  | 1-2  | 2-1  | 1-1  | 2-1  | 2-3  | 5-1  | 4-2  | 1-1  | 1-1  | –––– | 1-1  | 1-4  | 3-2  |
| Molde        | 1-3  | 0-1  | 1-3  | 2-0  | 1-2  | 3-1  | 4-1  | 2-1  | 4-0  | 1-1  | 2-1  | –––– | 2-2  | 1-1  |
| Aalesund     | 0-2  | 1-2  | 1-1  | 1-0  | 1-2  | 1-3  | 2-1  | 0-1  | 2-1  | 1-1  | 1-0  | 1-4  | –––– | 1-1  |
| Bodø/Glimt   | 0-1  | 1-1  | 1-3  | 1-1  | 0-3  | 2-1  | 0-1  | 2-1  | 5-1  | 2-0  | 1-2  | 2-0  | 0-0  | –––– |

## Spareggio promozione/retrocessione
Allo spareggio vennero ammessi il Molde, dodicesimo classificato in Eliteserien, e il Moss, terzo classificato in 1. divisjon. Il Molde vinse lo spareggio, mantenendo così la categoria.
|       | Risultati |       | Luogo e data     |
| ----- | --------- | ----- | ---------------- |
| Moss  | 2 - 3     | Molde | 13 novembre 2005 |
| Molde | 2 - 0     | Moss  | 19 novembre 2005 |
|       |           |       |                  |

## Statistiche

### Classifica marcatori
| Gol |  |  | Giocatore          | Squadra      |
| --- |  |  | ------------------ | ------------ |
| 16  |  |  | Ole Martin Årst    | Tromsø       |
| 14  |  |  | Egil Østenstad     | Viking       |
| 13  |  |  | Thorstein Helstad  | Rosenborg    |
| 11  |  |  | Arild Sundgot      | Lillestrøm   |
| 10  |  |  | Rob Friend         | Molde        |
| 9   |  |  | Morten Berre       | Vålerenga    |
| 9   |  |  | Bengt Sæternes     | Brann        |
| 8   |  |  | Jo Tessem          | Lyn Oslo     |
| 8   |  |  | Marius Johnsen     | Start        |
| 8   |  |  | Espen Olsen        | HamKam       |
| 8   |  |  | Robbie Winters     | Brann        |
| 8   |  |  | Robert Koren       | Lillestrøm   |
| 8   |  |  | Olivier Occéan     | Odd Grenland |
| 8   |  |  | Markus Ringberg    | HamKam       |
| 8   |  |  | Jan-Derek Sørensen | Lyn Oslo     |